# キアタママーモセット
キアタママーモセット (Callithrix flaviceps) は、哺乳綱霊長目オマキザル科コモンマーモセット属に分類される霊長類。

## 分布
ブラジル南東部（エスピリトサント州、ミナスジェライス州）

## 形態
頭胴長（体長）17 - 25センチメートル。尾長33.5 - 37.3センチメートル。体重220 - 430グラム。側頭部や頬、耳毛は伸長する。頭頂部や顔の側面・頬は黄褐色。耳毛は黄色。種小名flavicepsは「黄色い頭」の意。背面は濃淡のある灰色、胸部から腹部は黄色や橙色。

## 分類
以前はコモンマーモセットの亜種とされていた。独立種とする分類を採用した文献で、本種の和名をキイロミミマーモセットとして掲載していることもある。日本哺乳類学会(2018)の標準和名および日本モンキーセンター霊長類和名編纂ワーキンググループ(2019)では、本種の和名をキアタママーモセットとしている。

## 生態
下生えが密生して藪状の森林や林縁・河辺林やその周辺にあるやや乾燥した疎林などに生息する。昼行性で、夜間になると樹洞で休む。樹上を跳躍して移動するが、開けた場所では地表伝いに移動する事もある。
昆虫、樹脂、果実などを食べる。幹や太い枝に穴を開け、樹脂が出てくるのを待ってから食べる。
繁殖様式は胎生。1回に2頭の幼獣を、年に2回に分けて産む。

## 人間との関係
都市開発や農地開発・植林・ダム建設などによる生息地の破壊、ペット用の採集、黄熱の流行により生息数が激減している。同属他種の移入による遺伝子汚染も影響も懸念されている。1977年に、ワシントン条約附属書Iに掲載されている